# Salérans
Salérans é uma comuna francesa na região administrativa da Provença-Alpes-Costa Azul, no departamento de Altos-Alpes. Estende-se por uma área de 13,9 km². Em 2010 a comuna tinha 87 habitantes (densidade: 6,3 hab./km²).